# Серафін Аедо
Серафін Аедо (ісп. Serafín Aedo Renieblas, 11 листопада 1908, Баракальдо, Іспанія — 14 жовтня 1988, Мехіко, Мексика) — іспанський футболіст, що грав на позиції захисника.

## Клубна кар'єра
У дорослому футболі дебютував 1931 року виступами за команду клубу «Баракальдо», в якій провів два сезони.
Своєю грою за цю команду привернув увагу представників тренерського штабу клубу «Реал Бетіс», до складу якого приєднався 1933 року. Відіграв за клуб з Севільї наступні три сезони своєї ігрової кар'єри. Подальшим виступам завадила громадянська війна.
Протягом 1937—1939 років захищав кольори збірної Країни Басків, яка проводила турне по країнам Європи та Південної Америки і допомагала коштами постраждалим у громадянській війні. 15 липня баски провели поєдинок у Києві з «динамівцями». Гра завершилася перемогою гостей з рахунком 3:1; хет-триком відзначився Ісідро Лангара, а єдиний м'яч у господарів забив Віктор Шиловський.
Під назвою «Депортіво Еускаді» стала віце-чемпіоном Мексики 1939 року. По завершенні сезону команда припинила існування, а гравці роз'їхалися по мексиканським і аргентинським клубам. Протягом сезону Серафін Аедо грав у складі клубів «Реал Еспанья» та «Рівер Плейт».
1940 року повернувся до клубу «Реал Еспанья», за який відіграв 9 сезонів. Більшість часу, проведеного у складі «Реал Еспаньї», був основним гравцем захисту команди. Завершив професійну кар'єру футболіста у 1949 році.

## Виступи за збірну
1935 року дебютував в офіційних матчах у складі національної збірної Іспанії. Протягом кар'єри у національній команді, яка тривала 2 роки, провів у формі головної команди країни 4 матчі.
| № | Дата       | Місто     | Господарі      | Рахунок | Гості     | Голи              |
| - | ---------- | --------- | -------------- | ------- | --------- | ----------------- |
| 1 | 24.01.1935 | Мадрид    | Іспанія        | 2:0     | Франція   | Регейро, Іларіо   |
| 2 | 23.02.1936 | Барселона | Іспанія        | 1:2     | Німеччина | Регейро — Фат (2) |
| 3 | 26.04.1936 | Прага     | Чехословаччина | 1:0     | Іспанія   | Зайчек            |
| 4 | 03.05.1936 | Берн      | Швейцарія      | 0:2     | Іспанія   | Лангара, Лекуе    |

## Досягнення
- Чемпіон Іспанії (1): 1935
- Чемпіон Мексики (1): 1945